# Igor Kalionov
Igor Ievguéniévitch Kalionov (en russe : Игорь Евгеньевич Калёнов, parfois transcrit Kalenov), né le 27 avril 1967 à Léningrad en URSS, est un réalisateur et producteur russe, connu pour La Mégère apprivoisée (2009), Le Soleil (2005) et Père, fils (2003).

## Biographie
De 1989 à 1992, il travaille pour le Studio des films documentaires de Léningrad. 
Il fonde le studio Nikola film (en russe : Никола-фильм) en 1991. 
Depuis 2003, il enseigne à l'université de Saint-Pétersbourg du cinéma et de la télévision (ru). 
Il est membre de l'Académie russe des arts cinématographiques Nika (en russe : Ника).

## Filmographie (partielle)

### Réalisateur
- 2006 : Service secret de sa majesté (Секретная служба Его Величества) (série télévisée)
- 2008 : Alexandre. La bataille de la Néva (Александр. Невская битва)
- 2008 : L'Or de Troie (Золото Трои) (série télévisée)
- 2009 : La Mégère apprivoisée (Укрощение строптивых)
- 2010 : Club du bonheur (Клуб Счастья)

### Producteur
- 1992  : Deux capitaines 2 (Два капитана 2)
- 1994 : Passions (en) (Увлеченья)
- 1995 : Tout ira bien ! (Всё будет хорошо!)
- 1996 : Opération Bonne année (en) (Операция «С Новым годом!») (téléfilm)
- 1998 : Baiser ! (Горько!)
- 1998 : Les Particularités de la pêche nationale (Особенности национальной рыбалки)
- 2001 : Cendrillon en bottes (Золушка в сапогах) (téléfilm)
- 2002 : Motifs tchékhoviens (Чеховские мотивы)
- 2003 : Père, fils (Отец и сын)
- 2005 : Soleil (Солнце)
- 2005 : Lucky : No Time For Love (Лаки. Не время для любви) (collaboration russo-indienne)
- 2005 : Polumgla (Полумгла)
- 2005 : Favori ! (Фаворит) (série télévisée)
- 2008 : Alexandre. La bataille de la Néva (Александр. Невская битва)
- 2008 : L'Or de Troie (Золото Трои) (série télévisée)
- 2009 : La Mégère apprivoisée (Укрощение строптивых)
- 2010 : Club du bonheur (Клуб Счастья)
- 2014 : Chacun son tour. La riposte (На рубеже. Ответный удар) (mini série)

### Scénariste
- 2009 : La Mégère apprivoisée (Укрощение строптивых)

### Acteur
- 2001 : Cendrillon en bottes (Золушка в сапогах) (téléfilm)

## Récompense
Nommé en vue du Nika du meilleur producteur en 1995 pour Passions (Увлеченья).